# Callyspongia viridis
Callyspongia viridis är en svampdjursart som först beskrevs av Arthur Dendy 1895.  Callyspongia viridis ingår i släktet Callyspongia och familjen Callyspongiidae. Inga underarter finns listade i Catalogue of Life.